# Adefovir
Adefovir, es vendido bajo la marca Hepsera, y es un medicamento utilizado para tratar la Hepatitis B crónica. Este medicamento puede usarse en personas mayores de 11 años  Puede ser eficaz en personas resistentes a la lamivudina. Se toma por vía oral.
Los efectos secundarios de este medicamento incluyen debilidad, diarrea, malestar abdominal, dolor de cabeza, náuseas y problemas renales;  otros efectos secundarios pueden incluir fracturas óseas, problemas hepáticos y pancreatitis .   La seguridad durante el embarazo no está clara con este medicamento. Es un inhibidor de la transcriptasa inversa análogo de nucleótidos.
Este medicamento fue aprobado para uso médico en los Estados Unidos en 2002 y en Europa en 2003.  Está disponible como medicamento genérico. En el Reino Unido, un mes de medicación le cuesta al NHS alrededor de  250 libras esterlinas a partir de 2021. Esta cantidad en Estados Unidos cuesta unos 800 dólares.